# Lovestone
För den amerikanska politikern, se Jay Lovestone.
Lovestone är en finländsk rockgrupp bildad under sommaren 1999 i Helsingfors.
Bandet är troligtvis mest känt för sin trummis Janne Heiskanen som var en av grundarna av bandet The Rasmus. Heiskanen hoppade av The Rasmus kort efter att albumet Hellofatester gavs ut, då han inte längre kände sig motiverad att fortsätta, och hans plats blev snabbt ersatt.
Lovestone har dock inte varit i närheten av den framgång The Rasmus kom att få, främst för att de aldrig haft något skivkontrakt och därför heller inte kunnat ge ut någon skiva. Däremot har de uppträtt på en del klubbar hemma i Finland varje år sedan 2000. Bandet har spelat in en del demos som finns att lyssna till på deras Myspace-sida. Wrong Turn är troligtvis deras kändaste låt hittills.
Deras musikstil är rock med inspiration av klassisk psykedelisk- och folkrock. Grupper som inspirerat Lovestone är bland andra Led Zeppelin, The Doors, The Who och The Black Crowes.

## Låtar i urval
- Wrong Turn
- Lady Feels
- All Them Witches
- Here I Am
- Oh No
- Hello

## Bandmedlemmar
- Robin – sång
- Kaide – gitarr
- Tomppa – gitarr
- Tero – bas
- Janne Heiskanen – trummor